# Kulhavý ďábel (film, 1968)
Kulhavý ďábel je československá filmová hudební komedie režiséra Juraje Herze z roku 1968. Jedná se o volnou adaptaci satirického románu Kulhavý ďábel z roku 1707 francouzského spisovatele Alaina-Reného Lesageho. Natáčel se na zámku Hrádek u Nechanic.
Juraj Herz se kromě režie podílel i na scénáři a představil se v jedné z hlavních rolí – jako démon vilnosti Asmodej.

## Obsazení
| Juraj Herz         | ďábel Asmodeus                                |
| Václav Neckář      | Honza Novák                                   |
| Jana Šulcová       | Zuzana, Honzova dívka                         |
| Oľga Šalagová      | ošetřovatelka Kateřina (mluví Milena Dvorská) |
| František Zvarík   | primář Rudolf (mluví Jan Tříska)              |
| Václav Štekl       | otec Zuzany                                   |
| Yvonne Přenosilová | zpěvačka                                      |
| Jiří Lír           | blázen                                        |
| Viktor Maurer      | ošetřovatel                                   |